# Zoramia leptacantha
Zoramia leptacantha és una espècie de peix pertanyent a la família dels apogònids.

## Descripció
- Pot arribar a fer 6 cm de llargària màxima.
- 7 espines i 9 radis tous a l'aleta dorsal i 2 espines i 9 radis tous a l'anal.
- És semitransparent o blanquinós amb taques de color blau i bandes incompletes, estretes i ataronjades al cap i la part anterior del cos.
- Ulls blaus.
- La primera aleta dorsal és allargada.[2]

## Hàbitat
És un peix marí, associat als esculls de corall de les espècies Porites cylindrica i Porites andrewsi, i de clima tropical (30°N-23°S) que viu entre 1 i 12 m de fondària a badies i llacunes. Forma grans moles, sovint amb altres espècies com ara Archamia fucata i Archamia zosterophora.

## Distribució geogràfica
Es troba des del mar Roig i l'illa de Moçambic fins a Samoa, Tonga, les illes Ryukyu, Nova Caledònia i la Micronèsia.

## Observacions
És inofensiu per als humans i de costums nocturns.